# Serra do Espigão
A serra do Espigão é uma formação rochosa antiga, que integra a serra Geral, no nordeste do estado brasileiro de Santa Catarina.

## Topografia e relevo
Como boa parte do país, ela é composta por terrenos de origem sedimentar. Possui pontos que atingem facilmente os 1000 metros de altitude, possui relevo bem acidentado para os padrões brasileiros.

## Recursos minerais
O rio do Peixe nasce nesse conjunto de montanhas para depois desaguar no rio Uruguai. De acordo com a Petrobrás, havia lá uma pequena reserva de petróleo no distrito de Taquara Verde, em Caçador que foi desativada por motivos técnicos.[carece de fontes?]

## Localização
Os municípios próximos à serra são:  Timbó Grande, Santa Cecília, Monte Castelo, Caçador, Calmon e Mafra em Santa Catarina e Rio Negro, já no estado do Paraná. Foi palco de importantes conflitos da Guerra do Contestado.
As rodovias SC-302 e BR-116 atravessam parte dela.